# C. Albert Bierling
Die Firma C. Albert Bierling war eine Kunst- und Glockengießerei in der sächsischen Landeshauptstadt Dresden, Palmstraße 19, die von 1848 bis 1945 bestand.

## Geschichte

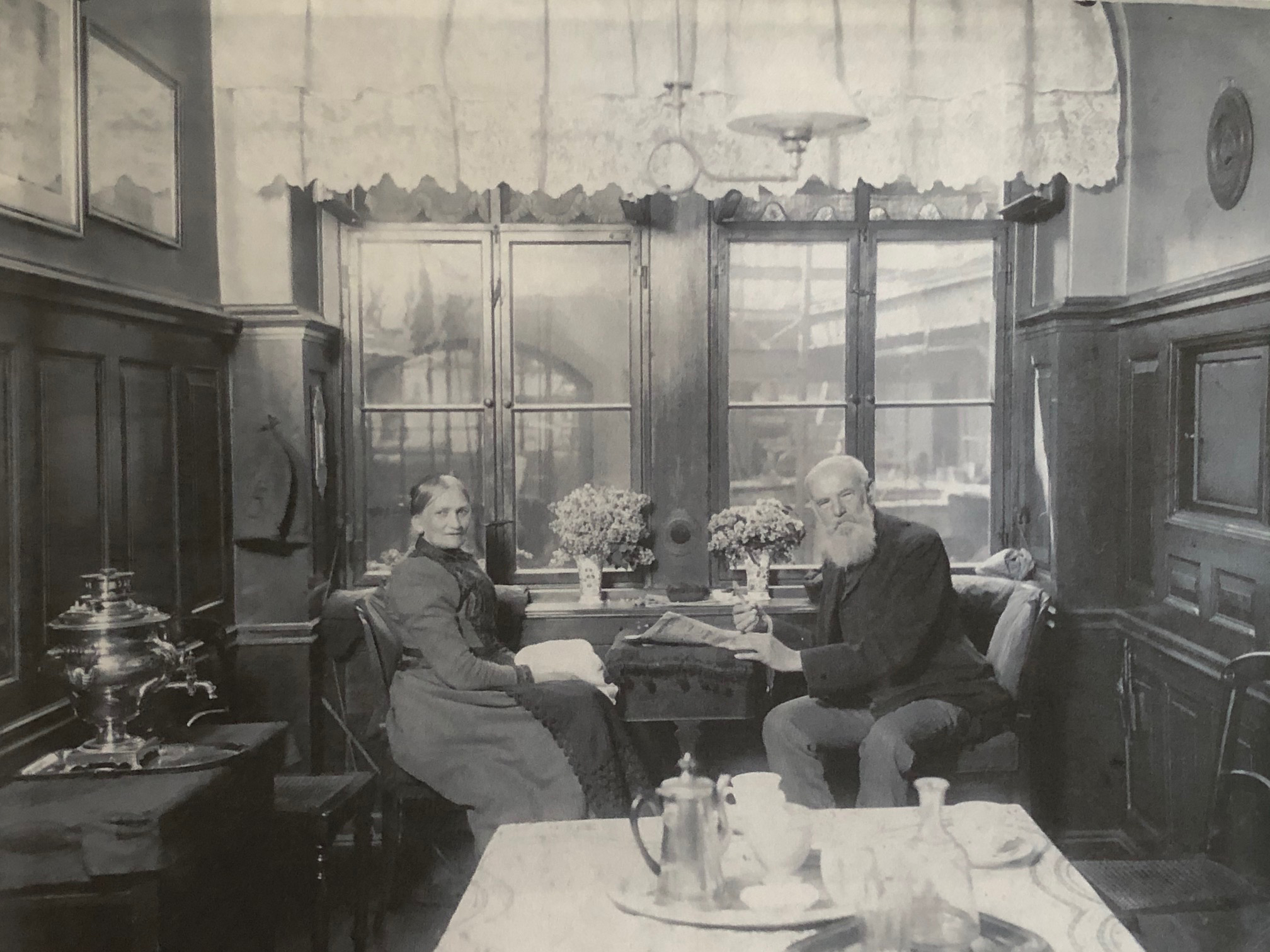
Firmengründer Christoph Albert Bierling

Die Gießerei wurde 1848 in Dresden von Christoph Albert Bierling gegründet. Technologisch gesehen erreichte Bierling im Zuge der Industriellen Revolution ein vergleichsweise hohes Niveau in der Gießerei.
Zunächst war Bierling Auftragnehmer der königlich-sächsischen Armee für das Gießen von Artilleriegeschützen aus Bronze. Aufgrund der Militärreform ab 1866 fielen diese Aufträge weitgehend weg. Bierling fand daher ein neues Geschäftsfeld in der Produktion und im Verkauf von Kirchenglocken.
So kam es in den Gründerjahren in Sachsens Kirchen zu einer Welle von Geläutwechseln, die den evangelischen Kirchgemeinden relativ geringe Ausgaben verursachten, indem Bierling das Finanzierungskonzept mitlieferte und die alten wertvollen Bronzegeläute aufkaufte. Zahlreiche sehr alte und bedeutende Glocken wurden auf diese Weise eingeschmolzen. Zwischen 1883 und 1913 produzierte die Gießerei in Dresden mehr als 200 neue Geläute für Kirchgemeinden der evangelischen Landeskirche Sachsens. Davon sind heute in Sachsen aufgrund der „Reichsmetallspenden“ in beiden Weltkriegen nur fünf Geläute vollständig erhalten geblieben. Eine Reihe bedeutender Kunstgüsse dieser Gießerei sind ebenfalls noch existent.
Die Glockengießerei Bierling war nach dem Ersten Weltkrieg eine der beiden letzten verbliebenen Glockengießereien Sachsens, stellte aber 1922 den Glockenguss ein. Der Erzgießer Albert Bruno Bierling (* 1854) starb 1923.
In Summe produzierte die Bierling’sche Gießerei mehr als 500 schmiedeeiserne Glockenstühle des Systems Bierling-Köppke, über 2000 Bronzeglocken und zahlreiche Königs- und Kriegerdenkmäler.

## System Bierling-Köppke
Bierling war außerdem Entwickler des Systems Bierling-Köppke zur Umwandlung frei schwingender Glocken in gestelzte Glocken. Dazu sägte man die Glockenkronen ab und hängte die Glocken in gestelzte (gekröpfte) Gusseisenjoche. An die Stelle der fliegenden Klöppel traten Gegengewichtsklöppel. Dies wurde z. B. 1890 beim Restaurierungsprogramm in der Annaberger St.-Annen-Kirche praktiziert.

## Auswahl an Güssen

### Glocken
- St. Annenkirche, Annaberg, Ersatz der vorherigen Häuerglocke, Schlagton b′, 1922
- Apostelkirche, Dresden, 1901
- Christuskirche, Klotzsche, 1906
- Trinitatiskirche, Dresden, 1892 und 1920
- Stadtkirche Radeberg, 1921
- Freiberger Dom, 1896
- Maria-und-Martha-Kirche, Bautzen, 1891[3]
- St. Michaeliskirche zu Chemnitz, des′–f′–as′

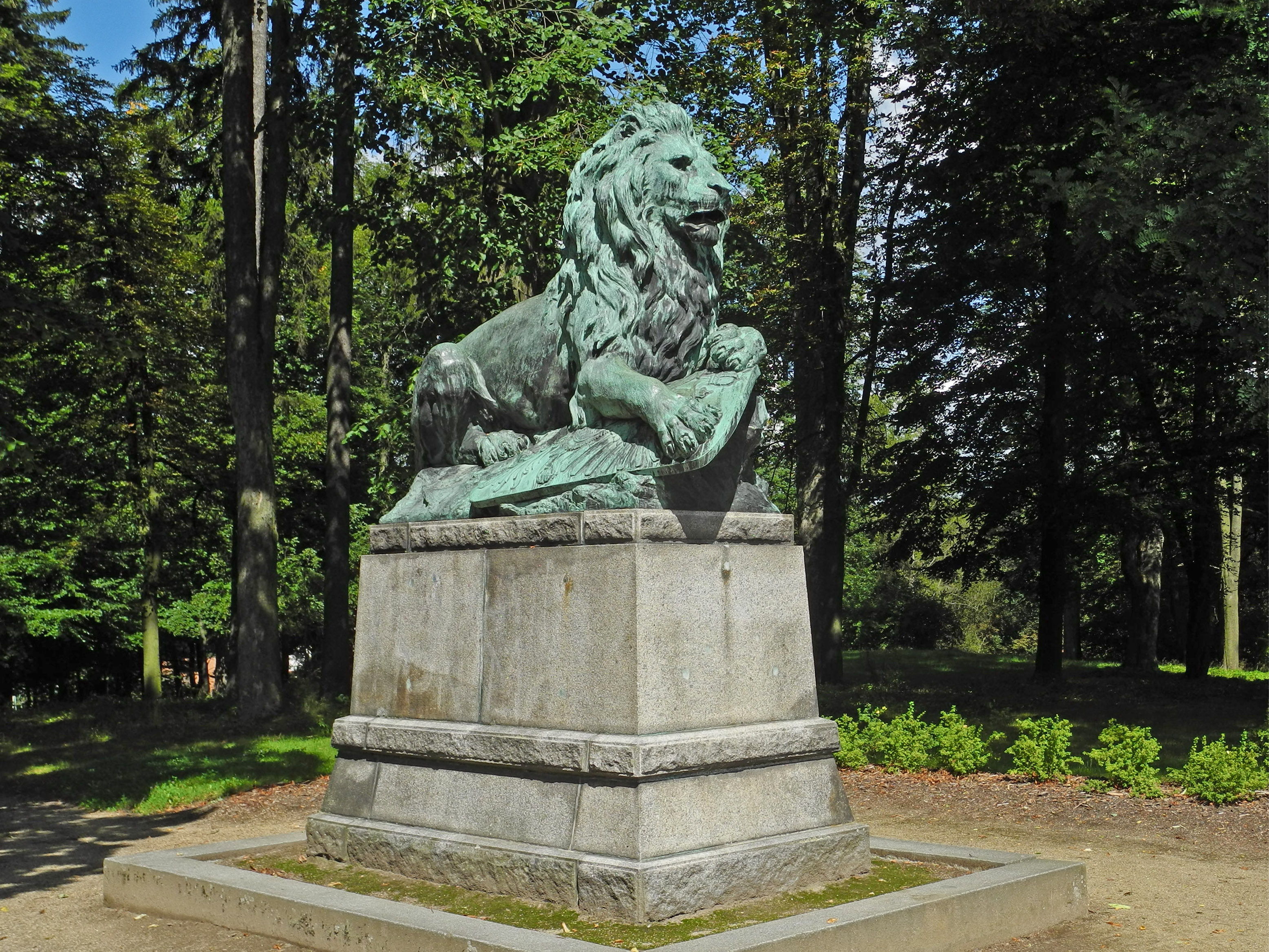
Löwenskulptur von Clemens Grundig in Schönlinde

- St. Nikolaikirche, Chemnitz, 1887–1917, es′–g′–b′
- Ev. Kirche zu Berbisdorf bei Chemnitz, 1904
- Friedenskirche, Dresden-Löbtau, 1891
- Lehrerseminar Dresden-Strehlen, an der Teplitzer Straße, 1910
- Ev. Kirche Schönbrunn (Erzgebirge), as′–c′′–es′′
- Trinitatiskirche zu Wiesa (Erzgebirge), des′–f′–as′
- Deutschland-Schacht I in Oelsnitz (Erzgebirge), Schichtglocke, heute im Bergbaumuseum Oelsnitz/Erzgebirge, 1889[4]

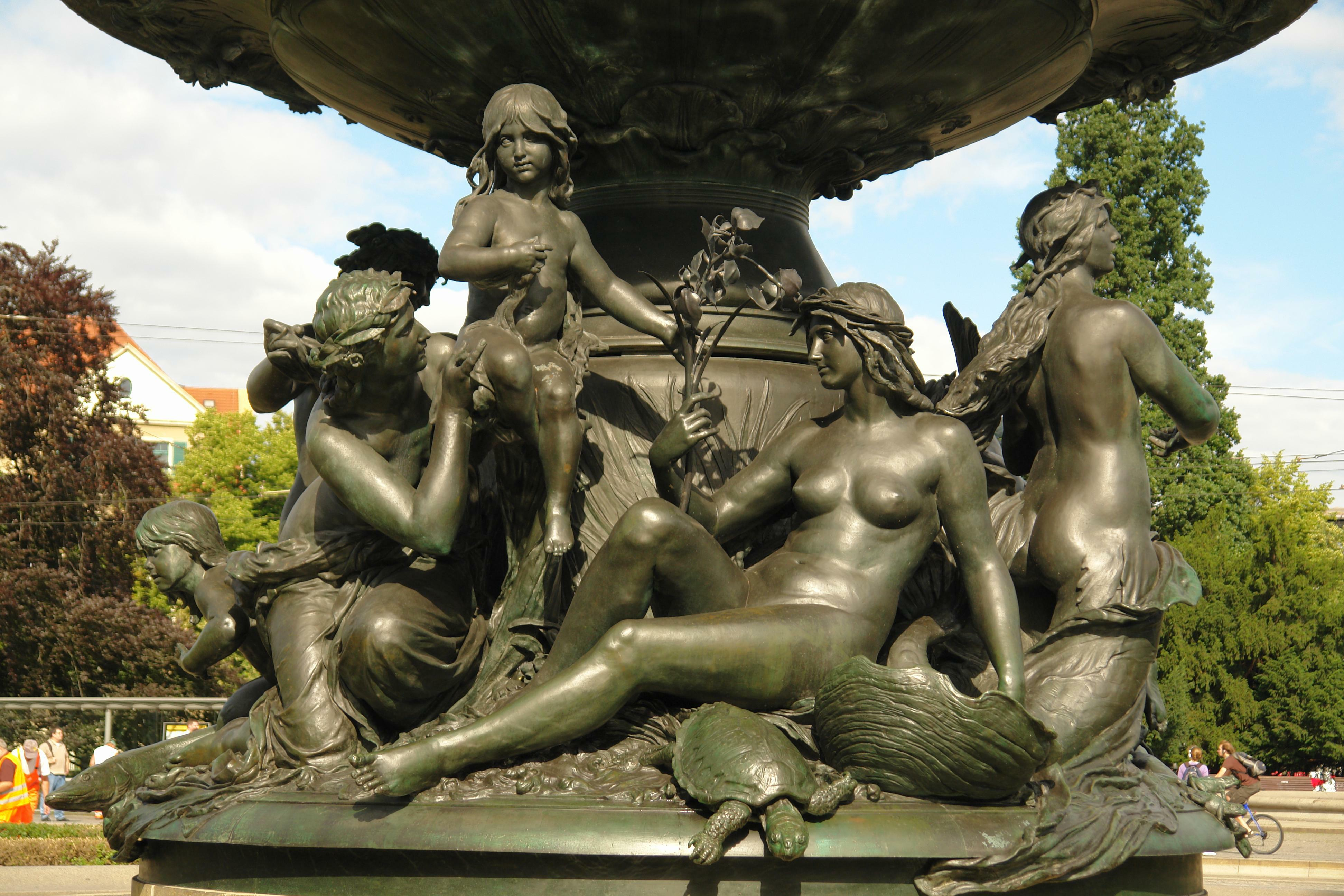
Brunnenanlage „Stille Wasser“ am Albertplatz in Dresden

### Kunstguss
- Bronzeplastik der Kurfürstin Anna von Sachsen, 1869, Annenkirche, Dresden
- Carl-August-Denkmal, 1875, Weimar, geschaffen von Adolf von Donndorf (1835–1916)[5]
- Gänsediebbrunnen, 1880, Dresden
- Rhein-Mosel-Gruppe am Niederwalddenkmal oberhalb Rüdesheim am Rhein (1883)
- Lutherstatue vor der Frauenkirche, 1885, Neumarkt, Dresden
- König-Johann-Denkmal, 1889, Theaterplatz, Dresden
- Stille Wasser und Stürmische Wogen, 1894, Albertplatz, Dresden
- Müllerbrunnen, 1902, Dresden
- Bismarck-Denkmal, 1903, Dresden, nicht erhalten
- Löwenskulptur, 1908, Schönlinde (Krásná Lípa), geschaffen vom Dresdner Bildhauer Clemens Grundig[6]
- Figurengruppe Kinder mit Hund im Dresdner Rathaus, 1910, (gestiftet von Kommerzienrat Oskar Bierling)

## Sonstiges

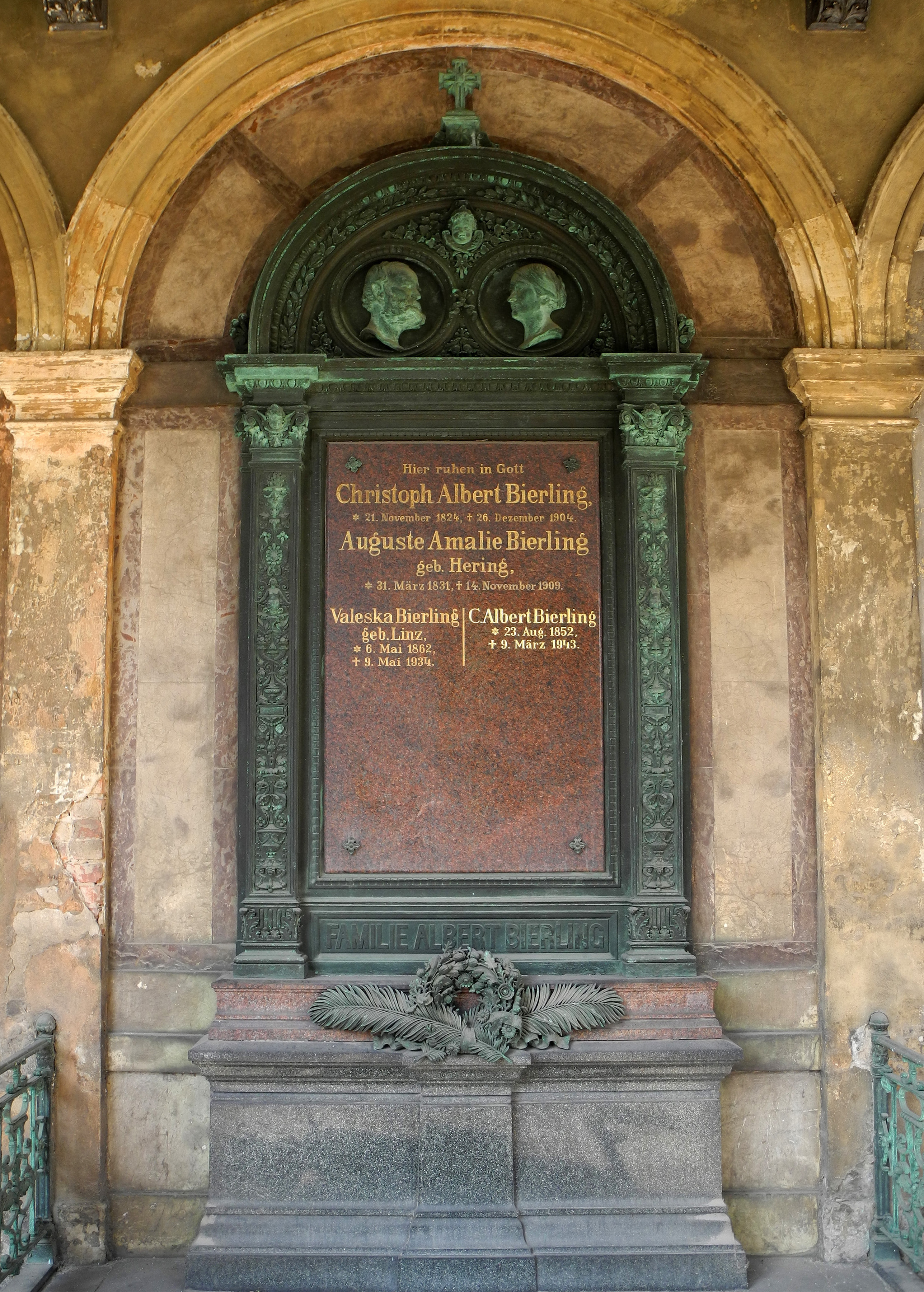
Familiengrabstätte C. Albert Bierling

Die Kunst- und Glockengießerei bestand über drei Generationen:
1. Christoph Albert Bierling (1824–1904), Firmengründer bis 1881,
2. dessen Sohn Clemens Albert Bierling (1852–1943) von 1881 bis 1918 sowie
3. dessen Söhne Walter Bierling (1886–1962) und Werner Bierling (1890–1970) von 1918 bis 1945

Die Familiengrabstätte der Bierlings befindet sich auf dem Neuen Annenfriedhof in Dresden-Löbtau.